# Bahía San Pedro
Bahía San Pedro är en vik i Chile.   Den ligger i regionen Región de Los Lagos, i den södra delen av landet, 900 km söder om huvudstaden Santiago de Chile.
Runt Bahía San Pedro är det mycket glesbefolkat, med 7 invånare per kvadratkilometer.